# Csangsu
Csangsu (egyszerűsített kínai írással: 常熟) város Kínában, Csiangszu tartományban. Lakosainak száma 1 677 050 fő (2020).

## Népesség
| 2015 | 1 510 100 |
| 2020 | 1 677 050 |

## Testvérvárosok
- Whittier
- Townsville
- Ajabe